# Opération Accolade
L'opération Accolade est un assaut amphibie britannique planifié sur l'île de Rhodes et les îles du Dodécanèse dans la mer Égée, durant la Seconde Guerre mondiale. 

## Historique
Préconisée par Winston Churchill comme un suivi de la prise de la Sicile en 1943, cette opération n'est jamais exécutée. 

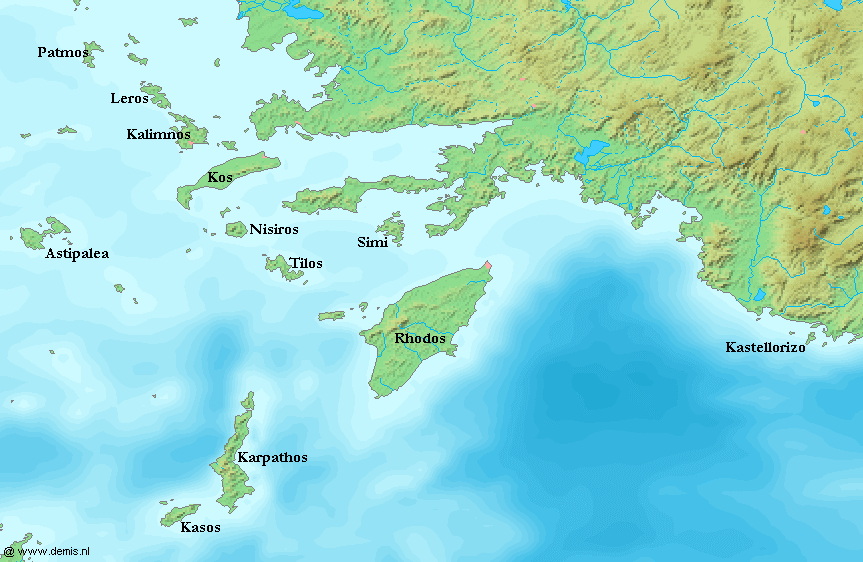
Carte du Dodécanèse.